# Slavko Štimac
Slavko Štimac, skådespelare född 15 oktober 1960 i Konjsko Brdo, Perušić, Lika, Kroatien, av kroatiska föräldrar.
Han tog examen på fakulteten för scenkonst i Belgrad, Serbien.
Štimac filmdebuterade 1972 i filmen Vuk samotnjak. Det som följde var en karriär under vilken Štimac dök upp i många populära och viktiga jugoslaviska filmer från 1970- och 1980-talet (inklusive den roll som ung rysk soldat i Sam Peckinpahs Järnkorset). Hans ungdomliga utseende har tidigare plågat hans karriär och därmed tvingat honom att delta i unga roller långt in 30-årsåldern. Under 2004 hade han huvudrollen i Emir Kusturicas Livet är ett mirakel, några år efter att ha spelat en stammande roll i den internationellt hyllade filmen Underground.